# Gare de Brax - Léguevin
La gare de Brax - Léguevin est une gare ferroviaire française de la ligne de Saint-Agne à Auch, située au bourg centre de la commune de Brax, près de Léguevin, dans le département de la Haute-Garonne en région Occitanie.
Elle est mise en service en 1877 par la Compagnie des chemins de fer du Midi et du Canal latéral à la Garonne. C'est un point d'arrêt sans personnel de la Société nationale des chemins de fer français (SNCF), desservi par des trains TER Occitanie.

## Situation ferroviaire
Édifiée à 193 mètres d'altitude, la gare de Brax - Léguevin est située au point kilométrique (PK) 26,435 de la ligne de Saint-Agne à Auch, entre les gares de Pibrac et de Mérenvielle.

## Histoire
Depuis 2005, la SNCF a mis en place un service cadencé avec une rame toutes les 1/2 heures aux heures de pointe.

## Fréquentation
De 2015 à 2022, selon les estimations de la SNCF, la fréquentation annuelle de la gare s'élève aux nombres indiqués dans le tableau ci-dessous.
| Année               | 2015    | 2016    | 2017    | 2018    | 2019    | 2020    | 2021    | 2022    | 2023    |
| ------------------- | ------- | ------- | ------- | ------- | ------- | ------- | ------- | ------- | ------- |
| Nombre de voyageurs | 265 796 | 239 714 | 227 273 | 191 089 | 174 997 | 148 043 | 167 990 | 183 031 | 218 967 |

## Service des voyageurs

### Accueil
Halte SNCF c'est un point d'arrêt non géré (PANG) à entrée libre. Elle est équipée d'automates pour l'achat de titres de transport TER.

### Desserte
Brax - Léguevin est desservie par des trains TER Occitanie qui effectuent des missions entre les gares de Toulouse-Matabiau et de Auch ou L'Isle-Jourdain. 
La gare est desservie à raison de deux trains par heure en heures de pointe et d'un train par heure en heures creuses. Le temps de trajet est d'environ 35 minutes depuis Toulouse-Matabiau et de 55 minutes depuis Auch. 

### Intermodalité
Un parc pour les vélos et un parking pour les véhicules y sont aménagés.